# Comtat d'Århus
El comtat d'Århus (en danès Århus Amt) fou un comtat (amt) del centre de Dinamarca, a la península de Jutlàndia. La divisió en comtats va deixar d'existir l'1 de gener del 2007, quan una reforma municipal va substituir els comtats per divisions més grans, les regions, Århus va ser integrat a la Regió de Midtjylland, excepte la meitat oest de l'antic municipi de Mariage que va passar a formar part de la Regió de Nordjylland

## Antics municipis
Era format pels antics municipis de:
- Århus
- Ebeltoft
- Galten
- Gjern
- Grenå
- Hadsten
- Hammel
- Hinnerup
- Hørning
- Langå
- Mariager
- Midtdjurs
- Nørhald
- Nørre Djurs
- Odder
- Purhus
- Randers
- Rosenholm
- Rougsø
- Ry
- Rønde
- Samsø
- Silkeborg
- Skanderborg
- Sønderhald
- Them